# Rhaphidophora sylvestris
Rhaphidophora sylvestris är en kallaväxtart som först beskrevs av Carl Ludwig von Blume, och fick sitt nu gällande namn av Adolf Engler. Rhaphidophora sylvestris ingår i släktet Rhaphidophora och familjen kallaväxter. Inga underarter finns listade.